# Audrey Amiel
Audrey Amiel (3 de março de 1987) é uma jogadora de rugby sevens francesa.

## Carreira
Audrey Amiel integrou o elenco da Seleção Francesa Feminina de Rugbi de Sevens, na Rio 2016, que foi 6º colocada.